# Taenaris domitilla
Taenaris domitilla är en fjärilsart som beskrevs av William Chapman Hewitson 1861. Taenaris domitilla ingår i släktet Taenaris och familjen praktfjärilar. Inga underarter finns listade i Catalogue of Life.

## Bildgalleri

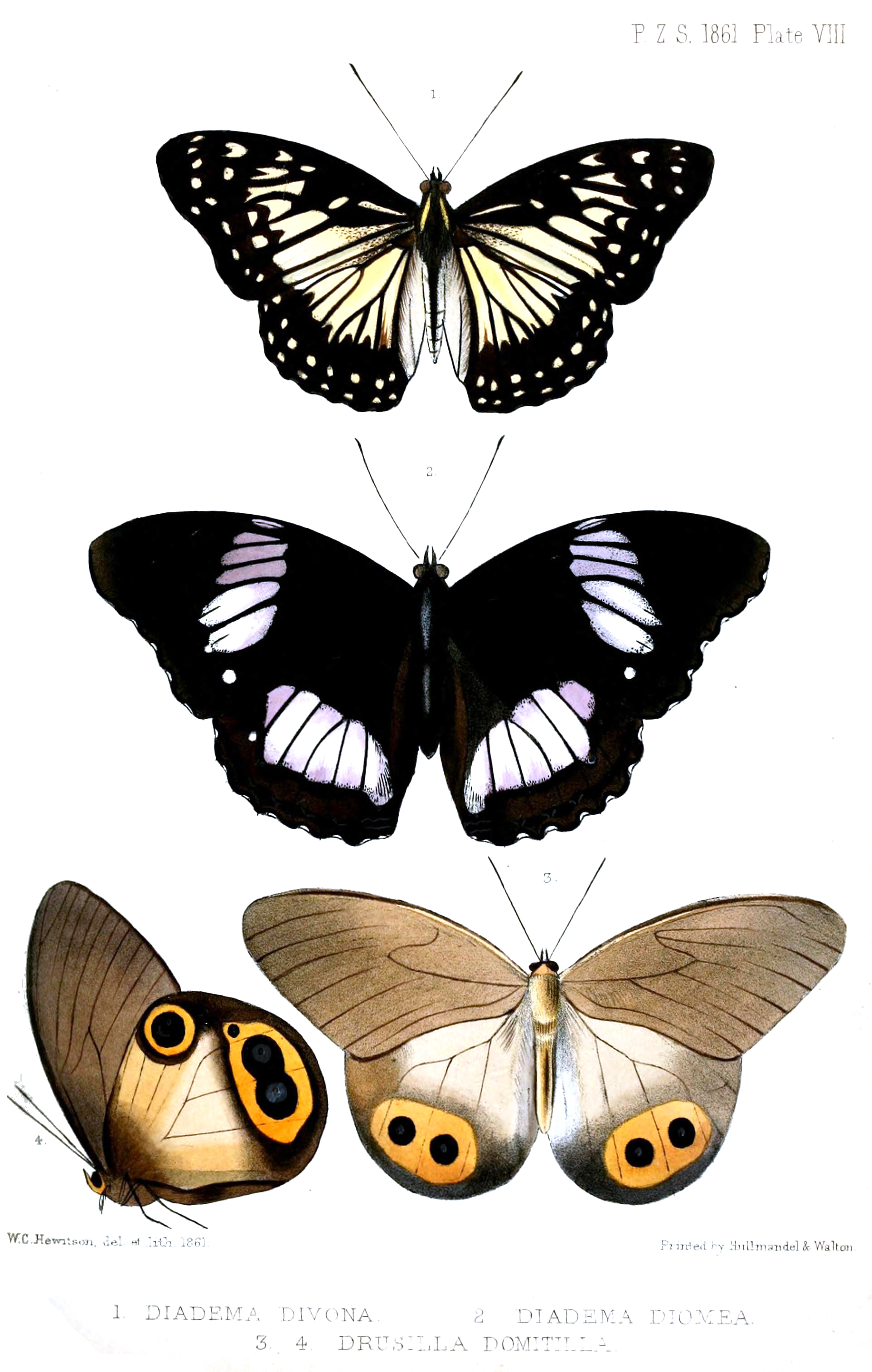